# Seznam dílů britského seriálu Wallander
Toto je seznam dílů britského seriálu Wallander.

## Přehled řad
| Řada | Díly | Premiéra v VB      | Premiéra v VB     | Premiéra v ČR     | Premiéra v ČR  |
| Řada | Díly | První díl          | Poslední díl      | První díl         | Poslední díl   |
| ---- | ---- | ------------------ | ----------------- | ----------------- | -------------- |
| 1    | 3    | 30. listopadu 2008 | 14. prosince 2008 | 5. září 2010      | 19. září 2010  |
| 2    | 3    | 3. ledna 2010      | 17. ledna 2010    | 26. září 2010     | 10. října 2010 |
| 3    | 3    | 8. července 2012   | 22. července 2012 | 1. září 2013      | 15. září 2013  |
| 4    | 3    | 22. května 2016    | 5. června 2016    | 22. července 2017 | 5. srpna 2017  |

## Seznam dílů

### První řada (2008)
| Č. v seriálu | Č. v řadě | Původní název   | Český název     | Režie            | Scénář                           | Premiéra v VB      | Premiéra v ČR |
| ------------ | --------- | --------------- | --------------- | ---------------- | -------------------------------- | ------------------ | ------------- |
| 1            | 1         | Sidetracked     | Na špatné stopě | Philip Martin    | Richard Cottan                   | 30. listopadu 2008 | 5. září 2010  |
| 2            | 2         | Firewall        | Firewall        | Niall MacCormick | Richard Cottan a Richard McBrien | 7. prosince 2008   | 12. září 2010 |
| 3            | 3         | One Step Behind | O krok pozadu   | Philip Martin    | Richard Cottan                   | 14. prosince 2008  | 19. září 2010 |

### Druhá řada (2010)
| Č. v seriálu | Č. v řadě | Původní název      | Český název           | Režie            | Scénář                        | Premiéra v VB  | Premiéra v ČR  |
| ------------ | --------- | ------------------ | --------------------- | ---------------- | ----------------------------- | -------------- | -------------- |
| 4            | 1         | Faceless Killers   | Anonymní zabijáci     | Hettie MacDonald | Richard Cottan                | 3. ledna 2010  | 26. září 2010  |
| 5            | 2         | The Man Who Smiled | Muž, který se usmíval | Andy Wilson      | Simon Donald a Richard Cottan | 10. ledna 2010 | 3. října 2010  |
| 6            | 3         | The Fifth Woman    | Pátá žena             | Aisling Walsh    | Richard Cottan                | 17. ledna 2010 | 10. října 2010 |

### Třetí řada (2012)
| Č. v seriálu | Č. v řadě | Původní název      | Český název      | Režie           | Scénář        | Premiéra v VB     | Premiéra v ČR |
| ------------ | --------- | ------------------ | ---------------- | --------------- | ------------- | ----------------- | ------------- |
| 7            | 1         | An Event in Autumn | Podzimní událost | Toby Haynes     | Peter Harness | 8. července 2012  | 1. září 2013  |
| 8            | 2         | The Dogs of Riga   | Mrtví ve člunu   | Esther Campbell | Peter Harness | 15. července 2012 | 8. září 2013  |
| 9            | 3         | Before the Frost   | Než přijde mráz  | Charles Martin  | Peter Harness | 22. července 2012 | 15. září 2013 |

### Čtvrtá řada (2016)
| Č. v seriálu | Č. v řadě | Původní název     | Český název  | Režie          | Scénář        | Premiéra v VB   | Premiéra v ČR     |
| ------------ | --------- | ----------------- | ------------ | -------------- | ------------- | --------------- | ----------------- |
| 10           | 1         | The White Lioness | Bílá lvice   | Benjamin Caron | James Dormer  | 22. května 2016 | 22. července 2017 |
| 11           | 2         | A Lesson in Love  | Lekce lásky  | Benjamin Caron | Peter Harness | 29. května 2016 | 29. července 2017 |
| 12           | 3         | The Troubled Man  | Neklidný muž | Benjamin Caron | Peter Harness | 5. června 2016  | 5. srpna 2017     |